# Futbol Club Barcelona 2017-2018
Questa voce raccoglie le informazioni riguardanti il Futbol Club Barcelona nelle competizioni ufficiali della stagione 2017-2018.

## Stagione
La stagione 2017-2018 è la prima senza Luis Enrique dopo tre anni; al suo posto viene scelto Ernesto Valverde, proveniente dall'Athletic Bilbao, il cui ingaggio è ufficiale il 29 maggio 2017.
Il 3 agosto 2017, dopo settimane di speculazioni, viene ufficializzata la cessione di Neymar al Paris Saint-Germain; il club francese paga la clausola di rescissione da 222 milioni di euro prevista nel contratto dell'attaccante brasiliano, compiendo l'acquisto più costoso nella storia del calciomercato. Quanto al mercato in ingresso, i blaugrana investono l'ingente somma ricavata dalla cessione di Neymar con gli arrivi del terzino portoghese Nélson Semedo, del centrocampista brasiliano Paulinho e in attacco del giovane francese Ousmane Dembélé, quest'ultimo prelevato dal Borussia Dortmund per l'astronomica cifra di 105 milioni di euro più bonus di 40 milioni: si tratta del secondo acquisto più costoso nella storia della Liga dopo quello dell'attaccante brasiliano Philippe Coutinho, prelevato sempre dal Barcellona, nel mercato di gennaio 2018, per 160 milioni di euro, versati al Liverpool. Si registra anche il ritorno del giovane attaccante Gerard Deulofeu, per il quale il club catalano esercita il diritto di riacquisto, fissato a 12 milioni di euro.
La stagione non inizia nel migliore dei modi per il Barça privo di Neymar, che perde la doppia sfida valevole per la Supercoppa di Spagna contro il Real Madrid (1-3 al Camp Nou e 0-2 al Bernabeu). La squadra si riprende subito in campionato: trascinati dai gol di Messi e Suàrez, i blaugrana monopolizzano il torneo, mettendo in fila sette vittorie nelle prime sette giornate e prendendo la testa solitaria della classifica. Nel girone di andata la compagine catalana totalizza ben 51 punti su 57 disponibili, frutto di 16 vittorie e 3 pareggi. Tra le tante vittorie, spicca il netto 0-3 ottenuto al Santiago Bernabéu nel Clásico, alla diciassettesima giornata, il 23 dicembre 2017, prima della sosta natalizia: battendo il Real Madrid per 3-0, i ragazzi di Valverde spediscono i blancos a -11 dalla vetta della classifica. La marcia del Barcellona prosegue nel girone di ritorno, seppur rallentata da alcuni pareggi. Il Barça riesce a tenere a debita distanza le sue rivali, su tutte l'Atlético Madrid che, alla trentaduesima giornata, accusa un distacco di 11 lunghezze, mentre il Real Madrid, detentore della Liga, è al terzo posto, a -15 dai blaugrana.
Il 15 aprile 2018, in occasione della vittoriosa sfida al Camp Nou contro il Valencia, i catalani stabiliscono il nuovo record di imbattibilità nella Liga con 39 giornate senza subire sconfitte, infrangendo il vecchio record di 38 match di imbattibilità stabilito dalla Real Sociedad nel 1980.
La certezza aritmetica della vittoria del campionato giunge il 29 aprile, in occasione della trentacinquesima giornata. Gli uomini di Valverde affrontano il Deportivo La Coruña in trasferta e si impongono con il punteggio di 4-2, grazie ad una tripletta di Messi, sempre più leader della classifica dei cannonieri della Liga, e ad un gol del brasiliano Coutinho. La vittoria causa anche la retrocessione del Deportivo in seconda serie. Conquistato il titolo di Campione di Spagna grazie al successo in Galizia, per il Barcellona le ultime gare sono poco più che amichevoli, anche se i blaugrana si pongono l'obiettivo di chiudere il campionato senza subire sconfitte. Alla penultima giornata, però, il Barça incappa in uno stop sul campo del Levante (5-4). Di conseguenza, dopo 43 giornate di imbattibilità, record assoluto nella storia della Liga, i catalani subiscono la loro prima e unica sconfitta in campionato. Per la quinta volta Lionel Messi si aggiudica il Trofeo Pichichi, dopo aver realizzato 34 gol in campionato, un risultato che gli consente di conquistare anche la quinta Scarpa d'Oro della sua prestigiosa carriera. Decisivo è anche l'apporto del centravanti uruguaiano Suárez, autore di 25 gol nella Liga.
Il cammino in Champions League del Barça si arresta, per il terzo anno di fila, ai quarti di finale. Nella fase a gironi i catalani sono inseriti nel gruppo di Juventus, finalista perdente della precedente edizione del torneo, Olympiacos e Sporting Lisbona. La compagine di Valverde domina il girone totalizzando 14 punti, frutto di 4 vittorie e 2 pareggi e non subisce neanche un gol. Agli ottavi di finale è il club inglese Chelsea di Antonio Conte ad opporsi ai blaugrana. Dopo l'1-1 maturato a Stamford Bridge, nel match di ritorno il Barça batte 3-0 gli inglesi grazie ad una doppietta di Messi e al gol di Dembélé. Ai quarti di finale l'avversario da affrontare è la Roma. Nel match di andata, disputato al Camp Nou il 4 aprile 2018, i blaugrana rispettano a pieno i favori del pronostico, sconfiggendo i giallorossi con un netto 4-1. Il match di ritorno sembra una semplice formalità per i catalani, invece accade l'incredibile. Il 10 aprile 2018, all'Olimpico, i giallorossi riescono a ribaltare l'1-4 dell'andata con un inopinato 3-0. A segno per la Roma il centravanti bosniaco Džeko, il capitano Daniele De Rossi, il quale trasforma un penalty, e il difensore centrale greco Manōlas. Di quest'ultimo il gol che, in virtù della regola dei gol fuori casa, decreta la clamorosa qualificazione alle semifinali della Roma dopo 34 anni. Per il Barça sfuma dunque l'occasione di centrare per la terza volta il triplete.
In Coppa del Re il Barça giunge in finale per la quinta volta nelle ultime cinque edizioni della manifestazione: il 21 aprile 2018, battendo per 5-0 il Siviglia, i blaugrana si aggiudicano la coppa nazionale.

## Divise e sponsor
Il fornitore tecnico è Nike, mentre il nuovo sponsor ufficiale è Rakuten.
| Casa | Trasferta | Terza divisa |

## Organigramma societario
Area direttiva
- Presidente: Josep Maria Bartomeu

Area tecnica
- Allenatore: Ernesto Valverde
- Allenatore in seconda: Jon Aspiazu
- Collaboratore tecnico: Joan Barbarà
- Preparatori atletici: José Antonio Pozanco, Edu Pons, Antonio Gómez
- Preparatore dei portieri: José Ramón de la Fuente

## Rosa
Rosa, numerazione e ruoli, tratti dal sito ufficiale, sono aggiornati al 7 gennaio 2018.
| N. |                        | Ruolo | Calciatore                |
| -- | ---------------------- | ----- | ------------------------- |
| 1  | Germania (bandiera)    | P     | Marc-André ter Stegen     |
| 2  | Portogallo (bandiera)  | D     | Nélson Semedo             |
| 3  | Spagna (bandiera)      | D     | Gerard Piqué              |
| 4  | Croazia (bandiera)     | C     | Ivan Rakitić              |
| 5  | Spagna (bandiera)      | C     | Sergio Busquets           |
| 6  | Spagna (bandiera)      | C     | Denis Suárez              |
| 8  | Spagna (bandiera)      | C     | Andrés Iniesta (capitano) |
| 9  | Uruguay (bandiera)     | A     | Luis Suárez               |
| 10 | Argentina (bandiera)   | A     | Lionel Messi              |
| 11 | Francia (bandiera)     | C     | Ousmane Dembélé           |
| 12 | Brasile (bandiera)     | C     | Rafinha                   |
| 13 | Paesi Bassi (bandiera) | P     | Jasper Cillessen          |

| N. |                       | Ruolo | Calciatore        |
| -- | --------------------- | ----- | ----------------- |
| 14 | Brasile (bandiera)    | A     | Philippe Coutinho |
| 15 | Brasile (bandiera)    | C     | Paulinho          |
| 16 | Spagna (bandiera)     | A     | Gerard Deulofeu   |
| 17 | Spagna (bandiera)     | A     | Paco Alcácer      |
| 18 | Spagna (bandiera)     | D     | Jordi Alba        |
| 19 | Francia (bandiera)    | D     | Lucas Digne       |
| 20 | Spagna (bandiera)     | C     | Sergi Roberto     |
| 21 | Portogallo (bandiera) | C     | André Gomes       |
| 22 | Spagna (bandiera)     | C     | Aleix Vidal       |
| 23 | Francia (bandiera)    | D     | Samuel Umtiti     |
| 24 | Colombia (bandiera)   | D     | Yerry Mina        |
| 25 | Belgio (bandiera)     | D     | Thomas Vermaelen  |

## Calciomercato

### Sessione estiva
Trasferimenti della sessione estiva.
| Acquisti | Acquisti         | Acquisti          | Acquisti                                             |
| R.       | Nome             | da                | Modalità                                             |
| -------- | ---------------- | ----------------- | ---------------------------------------------------- |
| A        | Ousmane Dembélé  | Borussia Dortmund | definitivo (105 milioni € più 40 milioni € di bonus) |
| C        | Paulinho         | Guangzhou E.      | definitivo (40 milioni €)                            |
| D        | Nélson Semedo    | Benfica           | definitivo (30,50 milioni €)                         |
| A        | Gerard Deulofeu  | Everton           | definitivo (12 milioni €)                            |
| D        | Marlon           | Fluminense        | definitivo (5 milioni €)                             |
| D        | Thomas Vermaelen | Roma              | fine prestito                                        |
| D        | Douglas          | Sporting Gijón    | fine prestito                                        |
| C        | Sergi Samper     | Granada           | fine prestito                                        |
| A        | Munir            | Valencia          | fine prestito                                        |
| A        | Cristian Tello   | Fiorentina        | fine prestito                                        |

| Cessioni | Cessioni       | Cessioni            | Cessioni                   |
| R.       | Nome           | a                   | Modalità                   |
| -------- | -------------- | ------------------- | -------------------------- |
| A        | Neymar         | Paris Saint-Germain | definitivo (222 milioni €) |
| A        | Cristian Tello | Betis               | definitivo (4 milioni €)   |
| D        | Jérémy Mathieu | Sporting Lisbona    | svincolato                 |
| C        | Sergi Samper   | Las Palmas          | prestito                   |
| A        | Munir          | Alavés              | prestito                   |

### Sessione invernale
| Acquisti | Acquisti          | Acquisti   | Acquisti                                             |
| R.       | Nome              | da         | Modalità                                             |
| -------- | ----------------- | ---------- | ---------------------------------------------------- |
| A        | Philippe Coutinho | Liverpool  | definitivo (120 milioni € più 40 milioni € di bonus) |
| D        | Yerry Mina        | Palmeiras  | definitivo (11,80 milioni €)                         |
| C        | Sergi Samper      | Las Palmas | fine prestito                                        |

| Cessioni | Cessioni          | Cessioni            | Cessioni                    |
| R.       | Nome              | a                   | Modalità                    |
| -------- | ----------------- | ------------------- | --------------------------- |
| D        | Javier Mascherano | Hebei CFFC          | definitivo (5,50 milioni €) |
| A        | Gerard Deulofeu   | Watford             | prestito                    |
| C        | Arda Turan        | İstanbul Başakşehir | prestito                    |
| C        | Rafinha           | Inter               | prestito                    |

## Risultati

### Primera División

#### Girone d'andata
| Arbitro: | Trujillo Suárez |

|                                    |           |  |
| Toșca 36’ (aut.) Sergi Roberto 39’ | Marcatori |  |

| Arbitro: | Del Cerro Grande |

|  |           |                |
|  | Marcatori | 55’, 66’ Messi |

| Arbitro: | Gil Manzano |

|                                          |           |  |
| Messi 26’, 35’, 67’ Piqué 87’ Suárez 90’ | Marcatori |  |

| Arbitro: | Fernández Borbalán |

|               |           |                            |
| Shibasaki 39’ | Marcatori | 62’ D. Suárez 84’ Paulinho |

| Arbitro: | Hernández Hernández |

|                                                     |           |            |
| Messi 20’, 59’, 62’, 87’ Paulinho 38’ D. Suárez 53’ | Marcatori | 57’ Enrich |

| Arbitro: | José María Sánchez Martínez |

|  |           |                                                  |
|  | Marcatori | 17’ (aut.) Benítez 48’ (aut.) Iraizoz 69’ Suárez |

| Arbitro: | lJosé Luis Munuera Montero |

|                             |           |  |
| Busquets 49’ Messi 70’, 77’ | Marcatori |  |

| Arbitro: | Mateu Lahoz |

|          |           |            |
| Saúl 21’ | Marcatori | 82’ Suárez |

| Arbitro: | González Fuertes |

|                         |           |  |
| Deulofeu 2’ Iniesta 56’ | Marcatori |  |

| Arbitro: | Juan Martínez Munuera |

|  |           |                          |
|  | Marcatori | 36’ Messi 90+1’ Paulinho |

| Arbitro: | González González |

|                       |           |             |
| Paco Alcácer 23’, 65’ | Marcatori | 59’ Pizarro |

| Arbitro: | Undiano Mallenco |

|  |           |                              |
|  | Marcatori | 28’, 60’ Suárez 90’ Paulinho |

| Arbitro: | Iglesias Villanueva |

|             |           |          |
| Rodrigo 60’ | Marcatori | 82’ Alba |

| Arbitro: | Melero López |

|                      |           |                     |
| Messi 22’ Suárez 62’ | Marcatori | 20’ Aspas 70’ Gómez |

| Arbitro: | Ricardo de Burgos Bengoetxea |

|  |           |                      |
|  | Marcatori | 72’ Suárez 83’ Messi |

| Arbitro: | Mateu Lahoz |

|                                   |           |  |
| Suárez 29’, 47’ Paulinho 41’, 75’ | Marcatori |  |

| Arbitro: | José María Sánchez Martínez |

|  |           |                                            |
|  | Marcatori | 54’ Suárez 64’ (rig.) Messi 90+1’ A. Vidal |

| Arbitro: | Del Cerro Grande |

|                                     |           |  |
| Messi 12’ Suárez 38’ Paulinho 90+3’ | Marcatori |  |

| Arbitro: | González González |

|                      |           |                                        |
| José 11’ Jiménez 34’ | Marcatori | 39’ Paulinho 50’, 71’ Suárez 85’ Messi |

#### Girone di ritorno
| Arbitro: | Jaime Latre |

|  |           |                                            |
|  | Marcatori | 59’ Rakitić 60’, 80’ Messi 69’, 89’ Suárez |

| Arbitro: | Iglesias Villanueva |

|                      |           |              |
| Suárez 72’ Messi 84’ | Marcatori | 23’ Guidetti |

| Arbitro: | Gil Manzano |

|            |           |           |
| Moreno 66’ | Marcatori | 82’ Piqué |

| Barcellona 11 febbraio 2018, ore 16:15 CET 23ª giornata | Barcellona         | 0 – 0 | Getafe | Camp Nou (75 681 spett.)\| Arbitro: \| Fernández Borbalán \| |
| Arbitro:                                                | Fernández Borbalán |       |        |                                                              |

| Arbitro: | Hernández Hernández |

|  |           |                     |
|  | Marcatori | 16’ Suárez 88’ Alba |

| Arbitro: | Alberola Rojas |

|                                                 |           |          |
| Suárez 5’, 44’, 76’ Messi 30’, 36’ Coutinho 66’ | Marcatori | 2’ Portu |

| Arbitro: | Mateu Lahoz |

|                    |           |           |
| Calleri 48’ (rig.) | Marcatori | 21’ Messi |

| Arbitro: | Gil Manzano |

|           |           |  |
| Messi 26’ | Marcatori |  |

| Arbitro: | Juan Martínez Munuera |

|  |           |                         |
|  | Marcatori | 15’ Suárez 28’ Coutinho |

| Arbitro: | Jaime Latre |

|                           |           |  |
| Paco Alcácer 8’ Messi 30’ | Marcatori |  |

| Arbitro: | González González |

|                        |           |                      |
| Vázquez 36’ Muriel 50’ | Marcatori | 88’ Suárez 89’ Messi |

| Arbitro: | Ricardo de Burgos Bengoetxea |

|                     |           |             |
| Messi 27’, 32’, 87’ | Marcatori | 68’ El Zhar |

| Arbitro: | Del Cerro Grande |

|                       |           |                   |
| Suárez 15’ Umtiti 51’ | Marcatori | 87’ (rig.) Parejo |

| Arbitro: | Fernández Borbalán |

|                    |           |                              |
| Otto 45’ Aspas 82’ | Marcatori | 36’ Dembélé 64’ Paco Alcácer |

| Arbitro: | José María Sánchez Martínez |

|                                                        |           |             |
| Coutinho 11’ Paulinho 16’ Messi 45’ Dembélé 87’, 90+3’ | Marcatori | 54’ Sansone |

| Arbitro: | Ricardo de Burgos Bengoetxea |

|                     |           |                                 |
| Pérez 40’ Çolak 64’ | Marcatori | 7’ Coutinho 38’, 82’, 85’ Messi |

| Arbitro: | Hernández Hernández |

|                      |           |                      |
| Suárez 10’ Messi 52’ | Marcatori | 14’ Ronaldo 72’ Bale |

| Arbitro: | Melero López |

|                                      |           |                                          |
| Boateng 9’, 30’, 49’ Bardhi 46’, 56’ | Marcatori | 38’, 59’, 64’ Coutinho 71’ (rig.) Suárez |

| Arbitro: | José Luis Munuera Montero |

|              |           |  |
| Coutinho 57’ | Marcatori |  |

### Coppa del Re
| Arbitro: | José Luis Munuera Montero |

|  |           |                                     |
|  | Marcatori | 44’ Alcácer 52’ Deulofeu 56’ Arnáiz |

| Arbitro: | Alberola Rojas |

|                                                          |           |  |
| Alcácer 16’ Piqué 56’ Vidal 60’ D. Suárez 74’ Arnáiz 79’ | Marcatori |  |

| Arbitro: | Juan Martínez Munuera |

|           |           |            |
| Sisto 31’ | Marcatori | 15’ Arnáiz |

| Arbitro: | Hernández Hernández |

|                                                   |           |  |
| Messi 13’, 15’ Alba 28’ L. Suárez 31’ Rakitić 87’ | Marcatori |  |

| Arbitro: | Ricardo de Burgos Bengoetxea |

|             |           |  |
| Melendo 88’ | Marcatori |  |

| Arbitro: | Mateu Lahoz |

|                        |           |  |
| L. Suárez 9’ Messi 25’ | Marcatori |  |

| Arbitro: | José María Sánchez Martínez |

|               |           |  |
| L. Suárez 67’ | Marcatori |  |

| Arbitro: | Undiano Mallenco |

|  |           |                          |
|  | Marcatori | 49’ Coutinho 82’ Rakitić |

| Arbitro: | Gil Manzano |

|  |           |                                                              |
|  | Marcatori | 14’, 40’ L. Suárez 31’ Messi 52’ Iniesta 69’ (rig.) Coutinho |

### UEFA Champions League

#### Fase a gironi
| Arbitro: | Skomina |

|                            |           |  |
| Messi 45’, 69’ Rakitić 56’ | Marcatori |  |

| Arbitro: | Hategan |

|  |           |                   |
|  | Marcatori | 49’ (aut.) Coates |

| Arbitro: | Collum |

|                                         |           |              |
| Nikolaou 18’ (aut.) Messi 61’ Digne 64’ | Marcatori | 90’ Nikolaou |

| Il Pireo 31 ottobre 2017, ore 20:45 CET 4ª giornata | Olympiacos | 0 – 0 referto | Barcellona | Stadio Geōrgios Karaiskakīs (31 600 spett.)\| Arbitro: \| Taylor \| |
| Arbitro:                                            | Taylor     |               |            |                                                                     |

| Torino 22 novembre 2017, ore 20:45 CET 5ª giornata | Juventus | 0 – 0 referto | Barcellona | Juventus Stadium (40 876 spett.)\| Arbitro: \| Mažić \| |
| Arbitro:                                           | Mažić    |               |            |                                                         |

| Arbitro: | Thomson |

|                                  |           |  |
| Alcácer 59’ Mathieu 90+1’ (aut.) | Marcatori |  |

#### Fase a eliminazione diretta
| Arbitro: | Cakir |

|             |           |           |
| Willian 62’ | Marcatori | 75’ Messi |

| Arbitro: | Skomina |

|                          |           |  |
| Messi 3’ 63’ Dembélé 20’ | Marcatori |  |

| Arbitro: | Makkelie |

|                                                             |           |           |
| De Rossi 38’ (aut.) Manōlas 55’ (aut.) Piqué 59’ Suárez 87’ | Marcatori | 80’ Džeko |

| Arbitro: | Turpin |

|                                          |           |  |
| Džeko 6’ De Rossi 58’ (rig.) Manōlas 82’ | Marcatori |  |

### Supercoppa di Spagna
| Arbitro: | de Burgos Bengoetxea |

|                  |           |                                          |
| Messi 77’ (rig.) | Marcatori | 50’ (aut.) Piqué 80’ Ronaldo 90’ Asensio |

| Arbitro: | Sánchez Martínez |

|                        |           |  |
| Asensio 4’ Benzema 39’ | Marcatori |  |

## Statistiche

### Statistiche di squadra
| Competizione         | Punti | In casa | In casa | In casa | In casa | In casa | In casa | In trasferta | In trasferta | In trasferta | In trasferta | In trasferta | In trasferta | Totale | Totale | Totale | Totale | Totale | Totale | DR  |
| Competizione         | Punti | G       | V       | N       | P       | Gf      | Gs      | G            | V            | N            | P            | Gf           | Gs           | G      | V      | N      | P      | Gf     | Gs     | DR  |
| -------------------- | ----- | ------- | ------- | ------- | ------- | ------- | ------- | ------------ | ------------ | ------------ | ------------ | ------------ | ------------ | ------ | ------ | ------ | ------ | ------ | ------ | --- |
| Liga BBVA            | 93    | 13      | 11      | 2       | 0       | 38      | 6       | 15           | 11           | 4            | 0            | 34           | 7            | 38     | 28     | 9      | 1      | 99     | 29     | +59 |
| Coppa del Re         | -     | 3       | 3       | 0       | 0       | 11      | 0       | 4            | 2            | 1            | 1            | 6            | 2            | 7      | 5      | 1      | 1      | 17     | 2      | +15 |
| Champions League     | 14    | 4       | 4       | 0       | 0       | 11      | 1       | 4            | 1            | 3            | 0            | 2            | 1            | 8      | 5      | 3      | 0      | 13     | 2      | +11 |
| Supercoppa di Spagna | -     | 1       | 0       | 0       | 1       | 1       | 3       | 1            | 0            | 0            | 1            | 0            | 2            | 2      | 0      | 0      | 2      | 1      | 5      | -4  |
| Totale               | 65    | 21      | 18      | 2       | 1       | 61      | 10      | 24           | 14           | 8            | 2            | 42           | 12           | 45     | 32     | 10     | 3      | 103    | 25     | +78 |

### Andamento in campionato
| Giornata  | 1 | 2 | 3 | 4 | 5 | 6 | 7 | 8 | 9 | 10 | 11 | 12 | 13 | 14 | 15 | 16 | 17 | 18 | 19 | 20 | 21 | 22 | 23 | 24 | 25 | 26 | 27 | 28 | 29 | 30 | 31 | 32 | 33 | 34 | 35 | 36 | 37 | 38 |
| --------- | - | - | - | - | - | - | - | - | - | -- | -- | -- | -- | -- | -- | -- | -- | -- | -- | -- | -- | -- | -- | -- | -- | -- | -- | -- | -- | -- | -- | -- | -- | -- | -- | -- | -- | -- |
| Luogo     | T | T | T | C | T | C | T | C | T | C  | T  | C  | T  | C  | T  | C  | T  | C  | T  | C  | C  | C  | T  | C  | T  | C  | T  | C  | T  | C  | T  | C  | T  | C  | T  | C  | T  | C  |
| Risultato | V | V | V | V | V | V | V | N | V | V  | V  | V  | N  | N  | V  | V  | V  | V  | V  | V  | V  | N  | N  | V  | V  | N  | V  | V  | V  | N  | V  | V  | N  | V  | V  | N  | P  | V  |
| Posizione | 2 | 1 | 1 | 1 | 1 | 1 | 1 | 1 | 1 | 1  | 1  | 1  | 1  | 1  | 1  | 1  | 1  | 1  | 1  | 1  | 1  | 1  | 1  | 1  | 1  | 1  | 1  | 1  | 1  | 1  | 1  | 1  | 1  | 1  | 1  | 1  | 1  | 1  |

Legenda:

Luogo: C = Casa; T = Trasferta. Risultato: V = Vittoria; N = Pareggio; P = Sconfitta.